# ايه يوشيزاكي
ايه يوشيزاكي (باليابانية: 吉崎綾) عارضة أزياء وممثلة يابانية، ولدت يوم 3 حزيران 1996 في محافظة فوكوكا.

## أعمالها

### أفلام
| السنة | الفيلم | الدور            |
| ----- | ------ | ---------------- |
| 2017  | Saki   | ميهارو يوشيتومي. |

### مسلسلات
| السنة | المسلسل | الدور            |
| ----- | ------- | ---------------- |
| 2016  | Saki    | ميهارو يوشيتومي. |